# Musée Moissan
Musée Moissan (Moissanovo muzeum) je muzeum v Paříži. Nachází se v 6. obvodu na Avenue de l'Observatoire. Muzeum bylo otevřeno v roce 1925 jako součást lékařské fakulty dnešní Univerzity Paříž V a je zasvěceno životu a dílu francouzského chemika Henri Moissana (1852-1907), držitele Nobelovy ceny za chemii z roku 1906.